# Henri Connevot
Henri Connevot, né le 12 décembre 1873 à Moutier-Rozeille (Creuse) et mort le 21 avril 1938 à Paris, est un homme politique français. 
Il est député puis sénateur radical-socialiste de la Creuse.

## Biographie
Issu d'une famille modeste, comme beaucoup de Creusois de l'époque, Henri Connevot part à Paris à l'âge de 11 ans pour travailler comme maçon de la Creuse. Il occupe plusieurs emplois difficiles dans le bâtiment ; tailleur de pierre, maçon, chef de chantier, tout en complétant son instruction. Il gravit progressivement tous les échelons de la profession avant de créer sa propre entreprise. Sa réputation de sérieux lui permet de diriger les travaux d'agrandissement du magasin "La Samaritaine" en 1905.
Passionné par la politique, il est élu conseiller d'arrondissement (Aubusson) en 1910, et devient député de la circonscription d'Aubusson en 1914. Il s'inscrit alors au groupe radical et radical-socialiste à la Chambre. Il est constamment réélu jusqu'en 1931, date de son entrée au Sénat, en remplacement de François Binet (décédé). Entretemps, il devient maire de sa commune natale en 1925.

## Mandats électifs

### Parlementaires
- 1931-1938 : Sénateur de la Creuse
- 1914-1931 : Député de la Creuse

### Mandats locaux
- 1925-1938 : Maire de Moutier-Rozeille
- 1910-1938 : Conseiller d'arrondissement (Aubusson)

## Fonctions diverses
Président de la société mutualiste L'émigration creusoise